# 使徒座代理区
使徒座代理区（羅: Vicariatus Apostolicus、略称 代理区、また代牧区とも）とは、カトリック教会の教区がまだ設置されていない宣教地域に設立された管轄の一形態である。代理区は一世紀以上の長きにわたり設置される場合もあるが、本質的には当該地域のカトリック信徒数が十分な数に増加し、正式に教区に昇格するまでの暫定措置となる。
使徒座代理区を統率する使徒座代理は通常、名義司教である。 カノン法371.1に拠れば、使徒座代理の管轄は教皇の管轄権の行使であり、すなわち"普遍的な司教"であるところの教皇が使徒座代理を通じ、地域管轄権を行使するものである。